# Бершадський комбінат
ПрАТ «Бершадський комбінат» — підприємство харчової промисловості України, зайняте у сфері виробництва та збуту солоду, пива та безалкогольних напоїв. Розташоване в Бершаді Вінницької області.

## Історія
Підприємство засноване у 1909 році. У 1996 році ввійшло до складу корпорації «Оболонь».